# Кирш ле Сијерк
Кирш ле Сијерк (фр. Kirsch-lès-Sierck) је насеље и општина у Француској у региону Лорена, у департману Мозел.
По подацима из 2011. године у општини је живело 312 становника, а густина насељености је износила 35,25 становника/km².

## Демографија
| 1962. | 1968. | 1975. | 1982. | 1990. | 2011. |
| ----- | ----- | ----- | ----- | ----- | ----- |
| 263   | 267   | 242   | 222   | 220   | 312   |